# 舊體詩
舊體詩，又稱漢詩、旧诗、古詩，指的是使用漢字和汉语來创作的詩歌總稱，是中國漢族最重要的傳統文化之一，亦是中国詩詞歌賦中“诗”的那一部份。
在中文語境中，“詩”一詞既可以被用於泛指所有语言中的所有诗歌，也可以被用作特指一系列特定形式的传统诗歌。这种诗歌起初以儒家的《诗经》中所收集的上古汉语诗词作品为蓝本，其中既包括了贵族诗歌（如《小雅》和《大雅》），也包括了据信更多地源自乡村的民歌作品（《国风》）。这些诗以古汉语写成，每行多由四字构成。 值得一提的是，并非所有中文里的诗歌都可称为“诗”（如源自楚国的“词”和汉代的“赋”）。

## 別稱
- 文言诗：因為基本以文言创作，所以又可称“文言诗”，直至今日，現代人創作的舊體詩也會偏向使用文言式的語句。
- 汉诗：因為是基於中國漢族的漢字、漢語來創作的，而非用中國其他民族的語言，所以又可稱“漢詩”。另外，在除了中國以外的所有漢字文化圈，包括日本、朝鮮半島、越南、琉球等地，均無“舊體詩”一詞，直接以“漢詩”代表舊體詩。這些漢詩成為漢字文化圈中的古代文學的重要構成部份。
- 古诗：因為大多由古代人創作，所以可用“古詩”代替舊體詩。另外，中國人口語中所說“古詩”的一词在大多数时候歧義較多，可指舊體詩，也可指中国古代創造的全部诗歌，還可指旧体诗的一個叫“古体诗”的分類。

## 歷史与分類
中國的舊體詩分為詩經詩、樂府詩、古體詩、近體詩這四大類，由時間正序所排出。在中國大陸，對“中國舊體詩的分類”有一個專門的稱呼，叫“体裁”。
舊體詩的分類：
1. 詩經詩：流行時期是西周到春秋時代，約公元前900年～400年，可再下分為“風、雅、頌”，另有不成文的分類法“賦、比、興”。特點是廣收中國的民間創作，但未成嚴格體系，結構不統一且定義混亂。
2. 樂府詩：流行時期是西漢到魏晉南北朝，約公元前200年～500年，可再下分為“曲、辭、歌、行”。特點是可配合音樂唱歌，以對統治者的歌功頌德為主，文學價值忽高忽低。前期的樂府詩以旋律為主、歌詞為輔，曲子的旋律才是欣賞的主體；後期的樂府詩由於古代樂譜的失傳，導致詩詞的重要性高過樂曲本身，但也導致寫詞的手法越來越進步。
3. 古體詩：流行時期是遠古時代到清朝，約公元20世紀之前。特點是不需要對仗、格律、配樂，形式輕鬆自由，類似白話詩，只不過用文言式的用詞寫作。
4. 近體詩：流行時期是唐朝到清朝，約公元8世紀～20世紀，可再下分為“五绝、七绝、五律、七律、排律”。特點是有著極為嚴格的格律，即一切字數、平仄、用韻、對仗方式，巧妙活用“漢字的象形文字”和“漢語的一字一音”的結構，文學價值普遍較高。近體詩不僅在中國古代受到熱烈追捧，成為文人官員的必修技能，也流行於所有漢字文化圈國家的統治階級。在除中國外的使用漢字的國家裏，“漢詩”基本指的就是“近體詩”。在19世紀的民族主義和白話文運動興起後，近體詩迅速衰弱。

### 诗经詩
中国最早的诗歌是上古时期的《弹歌》“断竹，续竹，飞土，逐宍”。在中国，最早的诗歌总集是《诗经》，其中最早的诗作于西周初期，最晚的作品成于春秋时期中叶。
《诗经》创作於先秦時期，之后成集，对后世产生了深远的影响，故也有诗经体的说法。《诗经》的作者基本都已不可考，按照配乐的内容被分为风、雅、颂三种类型，其常见的创作手法又有赋、比、兴三种。《诗经》的代表作是国风一类。

### 樂府詩
乐府诗盛行于汉朝，無論西漢、東漢均有，再历经三国两晋，到南北朝时仍然有相当大的发展。乐府的特点是配乐，所以现在留存下来乐府诗其实都是原来的歌词，其体例更多是根据乐曲的需要。这种乐府诗称为“曲”、“辞”、“歌”、“行”等。三国时期以建安文学为代表的诗歌作品吸收了乐府诗的营养，为后来的格律更严谨的近体诗奠定了基础。较著名的乐府诗有《木兰辞》、《孔雀东南飞》、《陌上桑》、《上邪》等。直到唐朝以后，仍然有相当多的诗人以乐府曲名创作，如李白的《关山月》、王昌龄的《塞上曲》等。
但是随着乐曲古谱的逐渐散失，古乐府逐渐失去了影响力，不过以歌配词的做法仍然广泛流传，成为了之后的词。由于乐府的影响力，后代也有将词称为乐府的情况，比如苏轼的著名词集就称为《东坡乐府》。

### 古体诗
古体诗原指唐朝以前不配乐的诗，与近体诗相对，加上乐府诗三者成为狭义上的中国古诗中的三大类别。近体诗成形以后，仍然有相当多的诗人喜欢使用古体创作，这些诗作也被称为古体诗或古风，与遵守格律的近体诗相区别。

### 近体诗
近体诗是南北朝时期出现、至唐朝而成熟的诗体，其特点是讲究格律，即规范诗作包括字数、平仄、用韵、对仗的四方面因素。近体诗只允许五种类型，即五绝、七绝、五律、七律和排律。

## 中国以外的漢詩
在中国以外的漢字文化圈地區，如朝鲜半島、日本、越南、琉球，中国旧体诗被普遍称作汉诗。这些地区在各自历史上深受漢文化影響，除了以漢文寫作汉诗外，其本民族語言的韻文在格律、內容、風格上也受到漢文韻文影響。

### 日本
在日本，從奈良時代開始，文人因為受中國文化的影響而開始創作漢詩。751年，日本最早的漢詩集《懷風藻》出版。之後在平安時代達到全盛期，《凌雲集》、《文華秀麗集》、《經國集》等敕傳漢詩集持續出現，風行之盛被人稱作「國風黑暗期」（日语：国風暗黒時代）。其後鎌倉時代、室町時代日本的漢詩得到持續的發展，譬如一休宗純的《狂雲集》中收錄了一休的很多漢詩。江戶時代漢詩的發展達到高峰。明治維新時期的受過教育的日本人幾乎人人都會作漢詩。
明治維新之後日本漢詩的影響開始衰落，迅速衰落則為昭和時期。不過今日初中程度以上的古文教育仍然包含漢詩、漢文的背誦、解釋、以及創作等。為華人國家之外漢詩文化最為發達的國家。
日本漢詩和日本本土的和歌、俳句最明顯的區別是漢詩一首有四句（絕句）或八句（律詩），每句通常五言或七言，而和歌、俳句則有五、七、五或五、七、五、七、七等多種長短句，更像漢語的詞。

### 朝鲜半島
朝鮮半島在統一新羅時期開始受唐代影響引進漢詩，新羅人崔致遠到唐朝留學，學習包括漢詩在內的中國文學，其作品集《桂苑筆耕集》收錄了不少漢詩作品，被韓國人尊為「韓國漢詩之父」。
高丽朝时期，汉诗在高丽逐渐普及。高丽诗人如崔冲（985年－1068年）、李奎报（1169年－1241年，号白云居士）、郑道传（?－1398年）等都有大量汉诗流传下来。朝鮮王朝時期漢詩仍有繼續發展。至今漢詩在朝鮮半島仍受到一些人的重視和傳承，一些機構亦有舉辦漢詩寫作比賽。
高丽朝时期，隨著漢詩的普及，文人还把古老的朝鲜语民歌用汉字纪录下来，形成一种新的诗歌形式，后人称之为“别曲体”，又称为“景几体歌”（韓語：경기체가（景幾體歌）），大体上采用了334的格式。譬如著名的朝鲜民谣《阿里郎》，或电视连续剧《大长今》的古风片头曲《呼唤》。
高丽朝末期开始，具有朝鲜语特点的「时调」得以发展，并在朝鮮王朝时期达到顶峰。时调是朝鲜的俚语民歌，但由于是汉诗诗人整理记录，而且汉诗诗人创作了很多时调，时调在发展中自然地融入了汉诗的因素。
朝鮮口語與漢文之間巨大的差異可以從這裡得知。明萬曆年間，朝鮮诗人申欽（韓語：신흠，1566年－1628年）在《放翁诗餘序》中说：“中國之歌，備風雅而登載籍；我國所謂歌者，只足以爲賓筵之娛，用之風雅籍則否焉，盖語音殊也──中華之音，以言爲文；我國之音，待譯乃文故。我東非才彦之乏，而如樂府新聲無傳焉，可慨而亦可謂野矣！”

### 越南
越南歷史上曾有三段時期受中國統治，稱為北屬時期。越南第一次北屬時期作为中国的一个郡县（交趾）时，汉字即作为官方文字。968年時丁部領建立丁朝，越南正式独立，但官方文告和科举考试仍通用汉文，一般著作也以汉文撰写。是以作为汉文文化的一种重要形式，汉诗在越南也得到发展。陈朝末年，著名的汉诗作家有陈艺宗、胡季犛等人。后黎朝时，尤其是黎圣宗（名灏、思诚）时，汉诗达巅峰状态。
隨著漢詩在越南發展，而越南語又與漢語一樣有聲調變化，陳朝文人阮詮就把漢詩的格律应用于创作越南语诗歌，把越南语中的六声分为平、仄两大类，形成一種新的詩體。由於阮詮的事跡類近韓愈，被陳仁宗賜姓韓，故又稱韓詮，其所創詩體遂被稱為韓律。韓律以字喃寫作，亦分五言、七言，格律嚴謹。

### 琉球
琉球在三山時代後期，明朝賜閩人三十六姓至琉球，居於久米村，亦傳入漢文漢詩。至尚巴志統一沖繩本島，建立琉球國第一尚氏王朝，明朝移民後裔在政治和文化上一直有重大影響力，一直延續至第二尚氏王朝。然而因為尚寧王在位期間琉球被日本薩摩藩入侵，以至這段時間之前的漢詩亡佚。後來不少漢詩詩人程順則、蔡溫等皆是久米村人，而隨著琉球本土士族的教育程度提高，本土士族皆會寫作漢詩，較著名的有毛有慶等。

## 研究書目
- 葉維廉：《中國詩學》（北京：三聯書店，1992）。
- 蔡宗齊：古典詩歌的現代詮釋──節奏、句式、詩境（理論研究和《詩經》研究部分） （页面存档备份，存于）。
- 蔡宗齊：節奏、句式、詩境——古典詩歌傳統的新解讀 （页面存档备份，存于）。
- 顧史考：以新出楚簡重遊中國古代的詩歌音樂美學 （页面存档备份，存于）。
- 蔡英俊：古典詩歌意義的構成方式 （页面存档备份，存于）。
- 蔡英俊：詩歌與歷史：論詩史的歷史成分及其敘述的轉向 （页面存档备份，存于）。
- 蔡英俊：典故、物象與符號化的生活世界：關於明清詩文研究在方法上的思考 （页面存档备份，存于）。
- 蔡宗齊：單音漢字與漢詩詩體之内聯性 （页面存档备份，存于）。
- 叶嘉莹：中国古典诗歌之美感特质。
- 叶嘉莹：谈中国旧诗之美感特质与吟诵之传统 （页面存档备份，存于）。
- 叶嘉莹：从中西诗论的结合谈中国古典诗歌的评赏(上) （页面存档备份，存于）。
- 叶嘉莹：从中西诗论的结合谈中国古典诗歌的评赏(下)。
- 叶嘉莹：古典诗歌中形象与情意的关系。
- 叶嘉莹：从几首诗例谈中国古典诗歌中形象与情意之间的关系。
- 顾明栋：中国古代诗人如何诗意地存在？——论汉诗的语言机制与审美心理。
- 刘千美：隐喻与诠释——诗的诠释学美学意义解读 （页面存档备份，存于）。
- 叶维廉：中国诗、诗学的民族原创及其对于美国现代诗的影响。

## 外部連結
- Chinese Poems （页面存档备份，存于）, a collection of Chinese poems with pinyin and parallel translation
- "Jintishi", an introduction to regulated verse
- 日本漢詩集 （页面存档备份，存于）
- 井土靈山（日本）漢詩文集 （页面存档备份，存于）